# Ghiacciaio Moubray
Il ghiacciaio Moubray è un ghiacciaio situato sulla costa di Borchgrevink, nella regione nord-occidentale della Dipendenza di Ross, in Antartide. In particolare, il ghiacciaio, il cui punto più alto si trova a circa 700 m s.l.m., ha origine dal versante meridionale della sella Adare, nell'estremità sud-orientale dei monti dell'Ammiragliato, e da qui scorre verso sud tra il versante occidentale della penisola Adare, a est, e quello orientale del monte Ruegg, a ovest, per poi gettarsi nella baia di Moubray dopo essere stato arricchito dai flussi del ghiacciaio DeAngelo e del ghiacciaio Slone.

## Storia
Il ghiacciaio Moubray è stato mappato per la prima volta dallo United States Geological Survey grazie a fotografie scattate dalla marina militare statunitense (USN) durante ricognizioni aeree e terrestri effettuate nel periodo 1960-62, e così battezzato e così battezzato da membri della spedizione neozelandese di ricognizione geologica in Antartide svolta nel 1957-58, in associazione con la vicina baia di Moubray, la quale a sua volta era stata così chiamata dal capitano James Clark Ross in onore di George H. Moubray, ufficiale in carica della HMS Terror.